# Mistrzostwa Świata Bezdomnych w Piłce Nożnej 2013
Mistrzostwa Świata Bezdomnych w Piłce Nożnej 2013 (ang. Homeless World Cup 2013) – 11. edycja mistrzostw świata bezdomnych w piłce nożnej, która odbyła się w Poznaniu w dniach 10–19 sierpnia 2013 na terenach maltańskich.

## Udział
W imprezie udział wzięło 61 reprezentacji narodowych z 48 państw świata z 5 kontynentów. Organizatorem zawodów było Stowarzyszenie Reprezentacja Polski Bezdomnych. 

## Zwycięzcy

### Mężczyźni
- 1. miejsce:  Brazylia
- 2. miejsce:  Meksyk
- 3. miejsce:  Rosja[3]
- 15. miejsce:  Polska[2]

### Kobiety
- 1. miejsce:  Meksyk
- 2. miejsce:  Chile
- 3. miejsce:  Węgry[3]
- 8. miejsce:  Polska[2]